# Fagonia spinosissima
Fagonia spinosissima är en pockenholtsväxtart som beskrevs av Blatter & Hallb.. Fagonia spinosissima ingår i släktet Fagonia och familjen pockenholtsväxter. Inga underarter finns listade i Catalogue of Life.